# 1984年世界羽球大獎賽總決賽
1984年世界羽球大獎賽總決賽，於1984年12月12日至16日在馬來西亞首都吉隆坡舉行。這是過去一個賽季的大獎賽系列的最後一場比賽，也是第2屆世界羽球大獎賽總決賽，總獎金為70,000美元。與後來的比賽相比，1983年至1985年WBGP的前三屆比賽只有男子單打和女子單打。從1987年開始，增加了男子雙打、女子雙打和混合雙打三個雙打項目。
本賽事只邀請年度最優秀的12名男子單打及8名女子單打選手參加，來自丹麥的摩丹·佛洛斯特和中國的韓愛萍分別獲得冠軍。

## 決賽結果
| 項目     | 冠軍          | 亞軍   | 比數       |
| -------- | ------------- | ------ | ---------- |
| 男子單打 | 摩丹·佛洛斯特 | 林水鏡 | 15:5, 15:4 |
| 女子單打 | 韓愛萍        | 李英華 | 11:3, 11:2 |

## 外部連結
- Smash: World Grand Prix Finals, Kuala Lumpur 1984